# 隆興
隆興（りゅうこう）は、中国・南宋時代に孝宗の治世で用いられた元号。1163年 - 1164年。

## 西暦等との対照表
| 隆興 | 元年     | 2年      |
| 西暦 | 1163年   | 1164年   |
| 干支 | 癸未     | 甲申     |
| 金   | 大定3年  | 大定4年  |
| 西夏 | 天盛15年 | 天盛16年 |

## 出来事
- 紹興32年
  - 11月16日：孝宗の即位により翌年を「隆興元年」とする踰年改元の詔が下る。
- 隆興元年
  - 正月9日：張浚が枢密使に任ぜられ、北伐を準備する。
  - 4月28日：宋の北伐軍が出征する。
  - 5月24日：宋軍が符離にて金軍により大敗する。
  - 6月14日：北伐の失敗を自認する孝宗の「罪己詔」が下る。
  - 7月：明州に沿海制置司が復置される。
  - 8月20日：金が淮北を返還し、歳幣（中国語版）支給を条件付きで和議を求める。
  - 10月24日：洪州を隆興府と改める。
- 隆興2年
  - 3月：広西の盗賊を討伐する。
  - 7月2日：淮北の放棄に反対した虞允文が召喚される。
  - 8月28日：張浚死去。
  - 10月2日：宋の使者が盱眙の金軍陣営に至ったが、条件が不備だという理由で断られる。
  - 10月29日：金軍が淮南に侵寇する。
  - 11月5日：辺境の将士を招諭する詔勅が出る。
  - 11月15日：宋が金に和議を求める。
- 隆興3年
  - 正月元日：「乾道」へ即日改元。